# Cam (película)
Cam es una película de suspenso psicológico estadounidense de 2018, dirigida por Daniel Goldhaber y escrita por Isa Mazzei. Está basada en una historia original de Goldhaber, Mazzei e Isabelle Link-Levy, quienes se inspiraron en las experiencias de la propia Mazzei como modelo de cámara web. Este es el primer largometraje de Goldhaber y Mazzei.
Protagonizada por Madeline Brewer, Patch Darragh, Melora Walters, Devin Druid y Michael Dempsey, Cam es una coproducción de Divide/Conquer, Blumhouse Productions y Gunpowder & Sky. Su estreno fue el 18 de julio de 2018 durante el Fantasia International Film Festival, siendo lanzada el 16 de noviembre del mismo año a través de Netflix.

## Argumento
Alice Ackerman trabaja como modelo de cámara web transmitiendo en vivo desde una habitación de su casa, llegando a desnudarse ocasionalmente. Usando el seudónimo «Lola_Lola», Alice está obsesionada con ingresar al grupo de las 50 chicas más populares del sitio. Mientras tanto, su madre ignora su carrera, creyendo que trabaja en una compañía de desarrollo web. Jordan, su hermano, sabe acerca de su trabajo real aunque mantiene el secreto, si bien le dice a Alice que eventualmente debería decirle la verdad a su madre. En uno de sus shows, Alice simula un suicidio al fingir que se corta la garganta frente a la cámara, haciendo que brote sangre sintética desde una prótesis adherida a su cuello. Esta escena le vale un gran número de propinas de sus seguidores y aumenta su popularidad.
Más adelante, Alice sostiene una videollamada con Barney, quien junto con otro hombre llamado Arnold ("Tinker") son sus seguidores más fieles. Barney le avisa que estará en su ciudad pronto, proponiendo una cita. Alice le indica el lugar y la fecha antes de que Barney se desconecte repentinamente. Posteriormente, ve a Arnold en una tienda, deduciendo que se ha mudado a la ciudad.
En su próximo show, Alice al fin llega al puesto 50 del ranking. Pero apenas comienza a celebrar, su popularidad baja rápidamente debido a que otra modelo del sitio, apodada «Princess_X», le prometió a sus seguidores quitarse la ropa si «Lola» retrocedía 10 lugares. Desconcertada, Alice se desconecta del sitio antes de seguir cayendo en el ranking. Posteriormente, se dirige a un estudio de modelos web para participar en un show junto a su amiga «Fox». Durante el show, Alice está sujeta a una silla, sentada sobre un potente vibrador, cuya intensidad es controlada por las propinas de los hombres que miran el show.
A la mañana siguiente, Alice descubre que «Lola» está transmitiendo en vivo, aun cuando ella no está conectada. Alice contacta a los encargados del sitio creyendo que están reproduciendo alguno de sus shows anteriores, pero le aseguran que eso no es posible. Posteriormente, Alice es bloqueada de su cuenta, pero crea una nueva para poder ver el show de su impostora. La «Lola» que aparece en pantalla puede leer y responder los mensajes que Alice le deja en el chat, demostrando que el show es transmitido en vivo. La mujer se ve, suena y actúa exactamente igual a la Alice verdadera. En su desesperación, Alice usa el chat del sitio para advertirle a sus seguidores que la mujer que están viendo es una doble, pero es bloqueada nuevamente. Después crea una nueva cuenta para seguir viendo y conversando con su impostora.
Al comienzo, Alice sospecha que «Princess_X» está detrás de todo, pero «Princess_X» le asegura que, de haber obtenido su contraseña, lo único que hubiera hecho es eliminar su cuenta. Posteriormente, Alice llama a la policía, pero le hacen preguntas inapropiadas y se niegan a prestarle ayuda. Sin esperanzas de recuperar su cuenta, Alice descubre que una modelo apodada «Baby» está promocionando su próximo show junto a «Lola», por lo que decide contactarla.
Durante el cumpleaños de Jordan, el hermano menor de Alice, los amigos del muchacho ven uno de los shows de la «Lola» falsa y se burlan de Alice, generando una pelea entre Jordan y sus amigos. Con su secreto expuesto ante todos los invitados, Alice abandona la fiesta. Mientras tanto, la impostora de Alice está produciendo shows cada vez más elaborados, por ejemplo, simulando un suicidio por disparo, lo que eleva su popularidad.
Alice se reúne con Barney en su hotel y luego van a un restaurante, donde ella le pregunta por «Baby». Un poco confundido, Barney menciona que la visitó en el estado de Georgia, mostrándole a Alice una foto que se tomó junto a ella. Cuando Alice va al baño, la doble de «Lola» comienza a transmitir en vivo. Barney ve la notificación y va al baño a confrontar a Alice, acusándola de mentir sobre su identidad. Alice logra escapar y se va a casa.
Gracias a un detalle en la foto de Barney, Alice puede identificar la ciudad de «Baby» y finalmente averiguar su nombre real: Hannah Darin. Después descubre que Hannah Darin murió en un accidente de tráfico hace varios años. El hecho de que «Baby» aún esté haciendo shows en vivo significa que quien creó a «Lola» también hizo una copia de «Baby». Alice mira el show de «Lola» y «Baby» desde su habitación. De pronto, ambas chicas deciden ir a la habitación de Alice, un lugar que ella jamás ha mostrado al público. Desesperada, Alice bloquea la puerta, pero «Lola» y «Baby» ingresan a una habitación idéntica.
Alice investiga e identifica a otras modelos que posiblemente también son réplicas y nota que todas tienen al usuario «Tinker» como mejor amigo. Sabiendo que «Tinker» se encuentra de visita en la ciudad, Alice va a su motel para enfrentarlo. Él le dice que sabe sobre las réplicas, pero que no es el responsable y no sabe cómo funcionan. «Tinker» promete ayudar a Alice y le pide que se quede, pero luego se encierra en el baño para tener una sesión privada con «Lola». Alice se enfurece, saca a «Tinker» del baño y comienza a interactuar con su doble a través de la cámara web. «Lola» no reconoce que Alice es idéntica a ella, creyendo que es la novia de «Tinker».
En su casa, Alice usa un espejo, una cámara web y un televisor para crear una imagen que la muestra a ella y a su doble al mismo tiempo. Luego convence a «Lola» de permitirle transmitir desde su propia cámara, haciendo que los espectadores crean que son efectos especiales. Alice reta a «Lola» a participar en un juego que consiste en imitar las acciones de la otra, dejando al público decidir quién lo hizo mejor. Si Alice gana, puede pedirle cualquier cosa a «Lola». Alice y «Lola» comienzan a competir con violentos actos, terminando Alice con la nariz rota por golpear su rostro contra una mesa. Finalmente, los espectadores eligen a Alice como vencedora. Entonces Alice le pide a «Lola» la contraseña de su cuenta, a lo que accede. Ella usa la contraseña para eliminar la cuenta de «Lola» justo cuando ha alcanzado el primer lugar de popularidad. 
Tiempo después, Alice se prepara para iniciar un nuevo show con otra cuenta, esta vez con el apoyo de su madre. La película culmina cuando Alice se sienta frente a la cámara y comienza a transmitir con una nueva identidad.

## Reparto
- Madeline Brewer como Alice Ackerman / Lola.
- Patch Darragh como Tinker.
- Devin Druid como Jordan Ackerman.
- Melora Walters como Lynne Ackerman.
- Imani Hakim como Hannah Darin / Baby.
- Michael Dempsey como Barney.
- Flora Diaz como Fox.
- Samantha Robinson como Princess_X.
- Jessica Parker Kennedy como Katie.
- Quei Tann como LuckyDuck.

## Recepción
Cam ha recibido reseñas positivas de parte de la crítica y mixtas a positivas de la audiencia. En el sitio web especializado Rotten Tomatoes, la película posee una aprobación de 93%, basada en 102 reseñas, con una calificación de 7.2/10, mientras que de parte de la audiencia tiene una aprobación de 53%, basada en más de 1000 votos, con una calificación de 3.2/5.
El sitio web Metacritic le ha dado a la película una puntuación de 71 de 100, basada en 17 reseñas, indicando "reseñas generalmente favorables". En el sitio IMDb los usuarios le han dado una calificación de 5.9/10, sobre la base de 32 609 votos. En la página FilmAffinity la cinta tiene una calificación de 5.0/10, basada en 4135 votos.